# Gabriel Costa
Gabriel Arcanjo Ferreira da Costa (ur. 12 grudnia 1954) – polityk i dyplomata z Wysp Świętego Tomasza i Książęcej, dwukrotny premier od marca do października 2002 oraz ponownie od 12 grudnia 2012 do 25 listopada 2014. 

## Życiorys
Gabriel Costa urodził się w 1954 na Wyspie Książęcej. Ukończył prawo na jednym z uniwersytetów we Francji. Już w 1975, w chwili uzyskania niepodległości przez Wyspy Świętego Tomasza i Książęcą, rozpoczął działalność polityczną. W tymże roku z ramienia Ruchu Wyzwolenia Wysp Świętego Tomasza i Książęcej–Partii Socjaldemokratycznej (MLSTP-PSD) został deputowanym do pierwszego Zgromadzenia Narodowego. 
Wraz z wprowadzeniem w kraju systemu wielopartyjnego w 1991 zrezygnował z członkostwa w MLSTP-PSD i w roku następnym był jednym z założycieli Niezależnej Akcji Demokratycznej (ADI). Z jej ramienia został wybrany deputowanym do parlamentu w wyborach w 1994 oraz w 1998. 
Dodatkowo, od 1991 do 1995 pełnił funkcję doradcy ds. prawnych i politycznych przy prezydencie Miguelu Trovoadzie. W 1996 objął stanowisko ministra stanu, sprawiedliwości, reformy administracyjnej i administracji lokalnej, które zajmował przez dwa lata. 
Po odejściu z rządu w 1998 pracował jako prawnik. W latach 1998–1999 był specjalnym przedstawicielem sekretarza wykonawczego Wspólnoty Państw Portugalskojęzycznych, monitorując konflikt polityczno-wojskowy w Gwinei Bissau. W 2000 wystąpił z szeregów Niezależnej Akcji Demokratycznej. W lipcu 2000 prezydent Fradique de Menezes mianował go ambasadorem w Lizbonie, którym pozostał do marca 2002. 
Po wyborach parlamentarnych z 3 marca 2002, w których MLSTP-PSD zdobyła jeden mandat więcej niż prezydencki Ruch Demokratyczny Siły na rzecz Zmiany-Partia Liberalna, negocjacje zmierzające do wyłonienia nowej koalicji zakończyły się brakiem porozumienia. W tej sytuacji prezydent de Menezes 28 marca 2002 mianował niezależnego Costę na stanowisko szefa rządu. Utworzył on "rząd jedności narodowej", popierany przez wszystkie trzy partie i koalicje wyborcze zasiadające w parlamencie (MLSTP-PSD, koalicja Ruchu Demokratycznego Siły na rzecz Zmiany-Partii Liberalnej i Partii Konwergencji Demokratycznej, koalicja Uê Kédadji na czele z ADI). Rząd, liczący 11 ministrów, składał się głównie z bezpartyjnych specjalistów i technokratów. Gabinet Costy przetrwał pół roku. 27 września 2002 został zdymisjonowany przez prezydenta na tle sporu z armią w sprawie awansu na stopień podpułkownika urzędującego oraz byłego ministra obrony. 7 października 2002 urząd premiera objęła Maria das Neves. 
Po dymisji z rządu Costa powrócił do praktyki adwokackiej. Objął również stanowisko prezesa związku krajowej adwokatury (Ordem dos Advogados de São Tomé e Príncipe, OASTP). 
10 grudnia 2012, po uchwaleniu przez parlament wotum nieufności wobec mniejszościowego rządu Patrice'a Trovoady, prezydent Manuel Pinto da Costa desygnował Costę na stanowisko nowego szefa rządu. Jego kandydatura została wysunięta przez MLSTP-PSD oraz uzyskała poparcie dwóch innych ugrupowań: Partii Konwergencji Demokratycznej oraz Ruchu Demokratycznego Siły na rzecz Zmiany-Partii Liberalnej. Nowa koalicja, którą utworzyły trzy pozostające dotąd w opozycji partie polityczne, posiadała większość 29 miejsc w 55-osobowym Zgromadzeniu Narodowym. Rząd Costy został zaprzysiężony 12 grudnia 2012.